# Haudiomont
Haudiomont es una población y comuna francesa, en la región de Lorena, departamento de Mosa, en el distrito de Verdún y cantón de Fresnes-en-Woëvre. El área de Haudiomont es 9,30 km², para una densidad poblacional de 23,98 habs/km².

## Demografía
| 273 | 275 | 258 | 200 | 187 | 213 |
| Para los censos de 1962 a 1999 la población legal corresponde a la población sin duplicidades (Fuente: INSEE [Consultar]) |     |     |     |     |     |